# Аркадьев, Виталий Андреевич
Виталий Андреевич Аркадьев (8 сентября 1899, Нарва — 23 апреля 1987, Москва) — заслуженный мастер спорта СССР, заслуженный тренер СССР (фехтование), заслуженный работник культуры РСФСР (1974).

## Карьера
Начал заниматься фехтованием в 1918 году у А. Мордовина. Многократный чемпион Москвы и призёр первенств СССР в личных соревнованиях по рапире и сабле.

## Футбол
В чемпионате Петрограда 1918 года играл за «Унитас». А в 1924—1925 годах играл за московскую команду «Сахарники».

## Тренерская карьера
Тренерской деятельностью занимался с 1921 года. Долгие годы преподавал фехтование в ГЦОЛИФКе.
Под руководством Виталия Аркадьева мужская сборная команда по рапире 8 раз подряд была чемпионом мира (1959—1966).
Был тренером олимпийской сборной СССР на Олимпийских играх 1952, 1956, 1960, 1964 и 1968 годов.
Среди его учеников — чемпионы Олимпийских игр и мира в личном и командном турнирах Надежда Аркадьева, Эмма Ефимова, Лев Кузнецов, Валерий Лукьянченко, Татьяна Любецкая, Умяр Мавлиханов, Марк Мидлер, Виктор Путятин, Давид Тышлер, Виветта Ягодина.

## Память

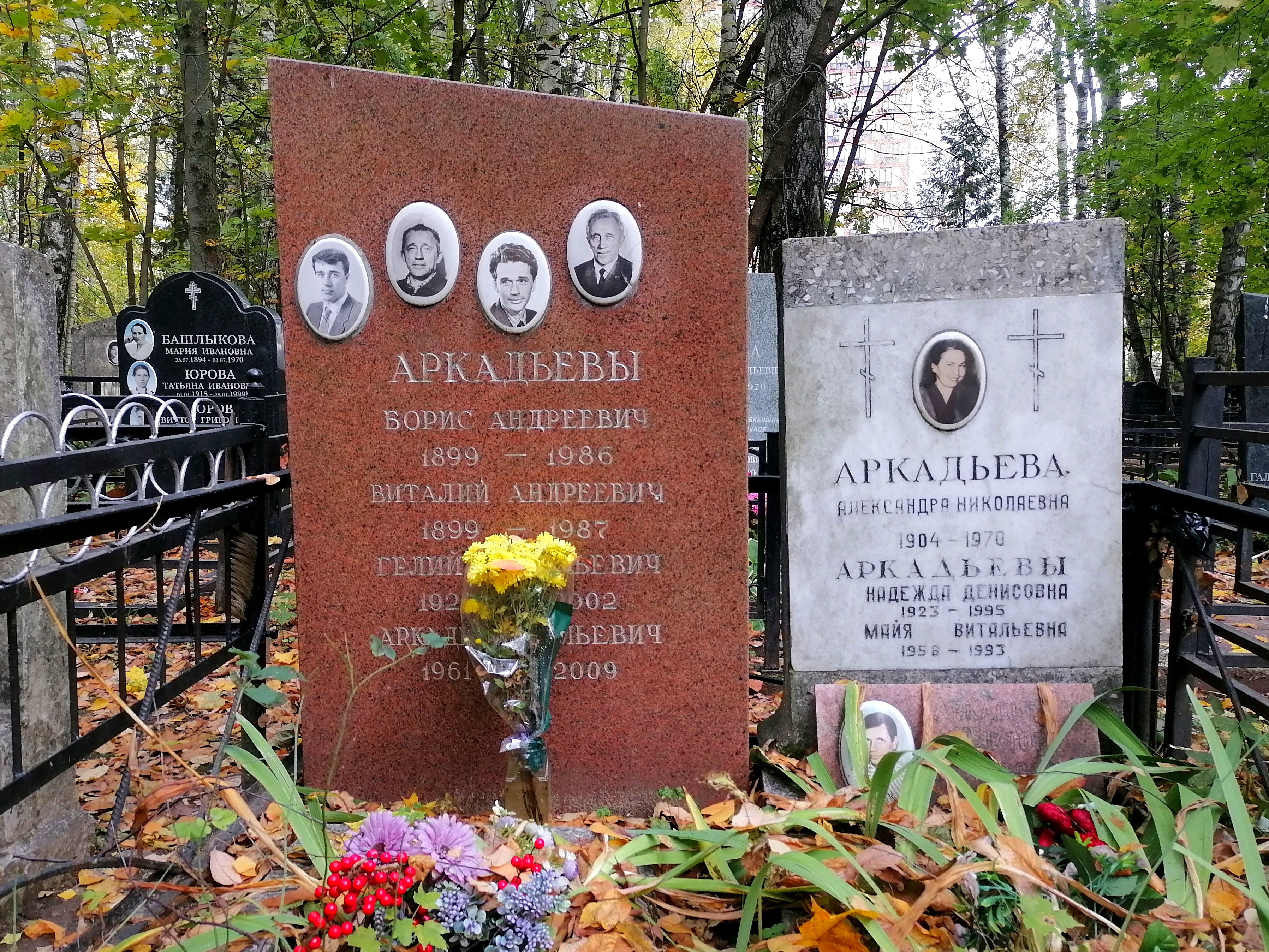
Семейное захоронение Аркадьевых на Востряковском кладбище

Похоронен на Востряковском кладбище (122 уч.).

## Награды
- Орден «Знак Почёта» (27.04.1957) — за успехи, достигнутые в деле развития массового физкультурного движения в стране, повышения мастерства советских спортсменов, и успешное выступление на международных соревнованиях
- Медаль «За трудовую доблесть» (16.09.1960) — за успешные выступления в XVII летних и VIII зимних Олимпийских играх 1960 года, а также за выдающиеся спортивные достижения[3]

## Семья
- Брат-близнец — Борис Аркадьев (1899—1986), советский футболист и футбольный тренер.
- Первая жена — Раиса Ивановна (1903—1984), советская фехтовальщица, заслуженный мастер спорта СССР, заслуженный тренер СССР.
  - Сын — Гелий (1927—2002), российский советский мультипликатор и художник-постановщик, художник-иллюстратор.
    - Внук — Аркадий (1961—2009).
- Вторая жена — Надежда Денисовна (1923—1995), советская фехтовальщица-рапиристка, чемпионка мира.

## Книги
Аркадьев В. А. Фехтование: учебное пособие для секций коллективов физической культуры. — М.: Физкультура и спорт, 1953. — 180 с.
Аркадьев В. А. Фехтование на рапирах: учебное пособие для занятий с начинающими. — М.: Физкультура и спорт, 1956. — 163 с.
Аркадьев В. А. Тактика в фехтовании. — М.: Физкультура и спорт, 1969.
Любецкая Т. Л., Аркадьев В. А. Диалог о поединке. — М.: Молодая гвардия, 1976.
Аркадьев В. А., Пономарев А. Н., Лейтман Л. Г. Ступени мастерства фехтовальщика. — М.: Физкультура и спорт, 1975. — 294 с.